# 1080 в Україні

## Події
- Київська Русь повернула собі Червенські міста.
- Берестейська земля приєднана до Пінського князівства.

## Особи

### Народились
- Микола Святоша (бл. 1080—1143) — у світі князь Святослав (Святоша) Давидович Чернігівський; печерський чудотворець, преподобний.

## Засновані, зведені
- Стародуб